# Problemas em aberto da matemática
Com o passar do tempo, muitos problemas matemáticos foram formulados, mas nem todos foram resolvidos. O que segue é uma lista de problemas em aberto da matemática.

## Listas de problemas
| Nome da lista                                           | Número de problemas na lista | Número de problemas ainda não resolvidos ou resolvidos parcialmente na lista | Lista proposta por              | Lista proposta em |
| ------------------------------------------------------- | ---------------------------- | ---------------------------------------------------------------------------- | ------------------------------- | ----------------- |
| Problemas de Hilbert                                    | 23                           | 15                                                                           | David Hilbert                   | 1900              |
| Problemas de Landau                                     | 4                            | 4                                                                            | Edmund Landau                   | 1912              |
| Problemas de Erdős                                      | >850                         | 588                                                                          | Paul Erdős                      | 1930-1990         |
| Problemas de Taniyama                                   | 36                           | -                                                                            | Yutaka Taniyama                 | 1955              |
| 24 problemas de Thurston                                | 24                           | -                                                                            | William Thurston                | 1982              |
| Problemas de Smale                                      | 18                           | 14                                                                           | Stephen Smale                   | 1998              |
| Problemas do Prêmio Millennium                          | 7                            | 6                                                                            | Clay Mathematics Institute      | 2000              |
| Problemas de Simon                                      | 15                           | <12                                                                          | Barry Simon                     | 2000              |
| Problemas não resolvidos em matemática para o século 21 | 22                           | -                                                                            | Jair Minoro Abe, Shotaro Tanaka | 2001              |
| Desafios matemáticos da DARPA                           | 23                           | -                                                                            | DARPA                           | 2007              |

### Problemas do Prêmio Millennium
- P versus NP
- Conjectura de Hodge
- Hipótese de Riemann: todos os zeros da função zeta de Riemann têm parte real igual a {\displaystyle 1/2.}
- Existência de Yang-Mills e intervalo de massa
- Existência e suavidade de Navier-Stokes
- Conjectura de Birch e Swinnerton-Dyer

### Problemas de Hilbert
- 1º -Provar a hipótese do continuum (HC) de Cantor
- 2º -Demonstrar a consistência dos axiomas da aritmética
- 3º -Pode-se provar que dois tetraedros têm o mesmo volume (sob certas condições)?
- 4º -Construir todos os espaços métricos em que as linhas são geodésicas
- 5º -Todo grupo contínuo é automaticamente um grupo diferencial?
- 6º -Transformar toda a Física em axiomas
- 7º -a b é transcendente para a ≠ 0,1 algébrico e b irracional algébrico? (ex.: {\displaystyle 2^{\sqrt {2}}})
- 8º -A Hipótese de Riemann e a Conjectura de Goldbach
- 9º -Achar a lei de reciprocidade mais geral em todo campo de número algébrico
- 10º -Encontrar um algoritmo que determine se uma equação diofantina tem solução
- 11º -Classificar as formas quadráticas a coeficiente nos anéis algébricos inteiros
- 12º -Estender o Teorema de Kronecker-Weber para os corpos não abelianos
- 13º -Demonstrar a impossibilidade de resolver equações de sétimo grau através de funções de somente duas variáveis
- 14º -Provar o carácter finito de certos sistemas completos de funções
- 15º -Desenvolver bases sólidas para o cálculo enumerativo de Schubert
- 16º -Desenvolver uma topologia de curvas e superfícies algébricas
- 17º -Demonstrar que uma função racional positiva pode ser escrita sob a forma de soma de quadrados de funções racionais
- 18º -Construir um espaço euclidiano com poliedros congruentes. Qual a maneira mais densa de se empacotarem esferas?
- 19º -Provar que o cálculo de variações é sempre necessariamente analítico
- 20º -Todos os problemas variacionais com certas condições de contorno têm solução?
- 21º -Prova da existência de equações diferenciais lineares tendo um determinado grupo monodrômico
- 22º -Uniformizar as curvas analíticas através de funções automorfas
- 23º -Desenvolver um método geral de resolução no cálculo de variações

## Outros problemas ainda não resolvidos

### Teoria aditiva de números
- Conjectura de Beal: A, B, e C possuem um fator primo comum
- Conjectura de Fermat-Catalan: Combina idéias do  Último teorema de Fermat e da Conjectura de Catalan
- Conjectura de Goldbach: Todos os números pares maiores que 4 podem ser expressos como a soma de apenas dois números primos
- Os valores de g(k) e G(k) no problema de Waring
- Conjectura de Collatz: Conhecida também como problema 3x+1
- Conjectura de Erdős sobre progressões aritméticas

### Teoria algébrica dos números
- Existe uma infinidade de corpos de números reais quadráticos com fatoração única?

### Combinatória
- Número de quadrados mágicos (sequência A006052 na OEIS)

### Geometria algébrica
- Conjectura de Deligne

### Geometria discreta
- A resolução do problema do final feliz para n arbitrário

### Geometria Euclidiana
- Problema do quadrado inscrito - toda curva de Jordan possui um quadrado inscrito?[7]

### Teoria dos grafos
- Problema de Hadwiger-Nelson - Desde 1950

### Teoria dos grupos
- Problema inverso de Galois: todo grupo finito é o grupo de Galois de uma extensão de Galois dos racionais?

### Teoria de números (geral)
- Conjectura de Littlewood
- Problema do círculo de Gauss

### Teoria de números (números primos)
- Conjectura de Catalan sobre número duplo de Mersenne
- Conjetura de Goldbach
- Conjectura dos primos gêmeos: existem infinitos números primos gêmeos
- Conjectura de Legendre
- Problemas de Landau